# José Joaquín Prieto
José Joaquín Prieto Vial (Concepción, 20 agosto 1786 – Santiago del Cile, 22 settembre 1854) è stato un generale e politico cileno di orientamento conservatore. Fu presidente del Cile dal 18 settembre 1831 al 18 settembre 1841.
Ufficiale dell'esercito coloniale spagnolo, nel 1810 Prieto si schierò coi patrioti cileni e prese parte a tutte le campagne dell'indipendenza fino alle battaglie di Chacabuco e Maipú (1817). Nel 1821 sconfisse il guerrigliero realista Benavides, e come ricompensa fu promosso governatore di Concepción e poi generale di divisione. Deputato, poi senatore, presidente della Camera dei deputati e consigliere di Stato (1823-1829), nel 1829 si candidò vicepresidente della Repubblica. Dopo la controversa elezione del candidato liberale Francisco Ramón Vicuña Larraín, si mise alla testa dell'esercito conservatore, vincendo infine a Lircay (17 aprile 1830) l'ex presidente liberale Ramón Freire Serrano.
Fu eletto regolarmente presidente il 18 settembre 1831 e riconfermato nel 1836 per un altro quinquennio. I suoi dieci anni di governo furono cruciali per il Cile, segnando l'inizio dello sviluppo economico, ma anche l'organizzazione istituzionale della repubblica autocratica (“democrazia oligarchica”, in cui le cariche principali erano spartite dalle stesse famiglie). Nel 1833 promulgò una nuova Costituzione, accentratrice e autoritaria, che aboliva l'autonomia delle province (private delle loro assemblee e affidate ad intendenti di nomina presidenziale), introduceva il suffragio su base censuaria e aumentava i poteri del presidente della Repubblica e dei suoi collaboratori, ministri e consiglieri di Stato. Con l'appoggio della Guardia Nacional, organizzata già nel 1830 dal ministro di Guerra e Marina Diego Portales, stroncò ogni insurrezione realista o liberale (1835) e represse ogni forma di opposizione, assicurando l'ordine pubblico e la stabilità del governo dopo quasi un decennio di guerre civili. Grazie all'aiuto del suo ministro delle Finanze e Tesoro, Manuel Rengifo, Prieto riorganizzò le finanze e diede impulso allo sfruttamento delle ricche risorse minerarie (specialmente argento, rame e carbone). Combatté una guerra vittoriosa contro la Confederazione Perú-Boliviana presieduta dal maresciallo Andrés de Santa Cruz (1836-1839), nonostante il malcontento popolare sfociasse inizialmente in un sollevamento militare che costò la vita al ministro Portales.
Concluso il suo mandato, fu senatore e intendente di Valparaíso.